# 卡纽蒂纽
卡纽蒂纽是巴西伯南布哥州的一个市镇。总面积423.869平方公里，总人口24465人，人口密度57.7人/平方公里。